# 车光铁
车光铁（韓語：차광철，1957年8月—）男，朝鲜族，吉林和龙人，中国共产党党员，第十二届全国人大常委会委员。

## 生平
车光铁1975年11月加入中国共产党并参加工作。车光铁曾在中共中央党校函授学院经济管理专业学习，获硕士研究生学历。历任和龙三中共青团委书记，和龙共青团县委学少部部长，和龙县委政策研究室副科级科员，和龙共青团县委书记，和龙市人民政府办公室副主任、主任，中共和龙市委常委、宣传部长、组织部长，中共敦化市委副书记，延边朝鲜族自治州人民政府副秘书长兼办公室主任，中共龙井市委副书记、代市长、市长，中共龙井市委书记，中共延边朝鲜族自治州委常委、秘书长、延边朝鲜族自治州直机关党工委书记，中共延边朝鲜族自治州委常委、纪委书记。2012年12月24日，当选延边朝鲜族自治州人大常委会主任。
2013年3月，当选为第十二届全国人大常委会委员。